# آبشارهای ساکالونا
آبشارهای ساکالونا (به لاتین: Sakaleona Falls) یک آبشار در ماداگاسکار است که در امپاسینامبو واقع شده‌است.